# Consociativismo
Il consociativismo è una forma di governo che garantisce una rappresentanza politica ai diversi gruppi sociali che compongono un paese profondamente diviso. Viene spesso adottato per gestire i conflitti interni che sorgono in comunità nazionali profondamente divise per ragioni storiche, etniche o religiose.
I suoi obiettivi sono: garantire la stabilità del governo, assicurare la sopravvivenza degli accordi di divisione del potere e la sopravvivenza della democrazia, evitare l'uso della violenza politica. Quando il consociativismo viene organizzato secondo le diverse confessioni religiose che convivono in un determinato paese, è noto anche come confessionalismo.
È spesso visto come un sinonimo dell'espressione 'condivisione del potere' (power-sharing), sebbene da un punto di vista tecnico sia solo una delle forme attraverso cui può realizzarsi la condivisione del potere.

## Descrizione del concetto
Il consociativismo è stato trattato in termini accademici dal politologo olandese Arend Lijphart. Lijphart, peraltro, affermava di aver "unicamente messo in luce quali professionisti della politica – gli uni indipendentemente dagli altri e senza tener conto dall'opera di specialisti accademici – avessero ripetutamente inventato il sistema negli anni precedenti".
John McGarry e Brendan O'Leary fanno risalire il consociativismo al 1917, quando venne per la prima volta utilizzato nei Paesi Bassi. Infatti, Lijphart fa profondi riferimenti all'esperienza del suo paese d'origine per sviluppare la sua tesi in favore dell'approccio consociativo per regolare i conflitti etnici. Nel periodo d'oro della pillarizzazione, ognuna delle quattro componenti di quel sistema comprendeva gruppi saldamente organizzati, scuole, università, ospedali e giornali, tutti rigidamente separati secondo lo schema della struttura sociale a "pilastri". La teoria, secondo Lijphart, si focalizza sul ruolo delle élite sociali, sui loro accordi e la loro cooperazione, come chiave per raggiungere una democrazia stabile.

### Caratteristiche
Lijphart identifica quattro caratteristiche chiave delle democrazie consociative:
| Nome                    | Spiegazione |
| ----------------------- | --- |
| Grande coalizione       | I gruppi dirigenti di ogni "pilastro" si uniscono per governare insieme negli interessi della società, in quanto riconoscono i pericoli della non cooperazione. |
| Veto reciproco          | Il consenso tra i vari gruppi è necessario per confermare la regola della maggioranza. La reciprocità comporta che la minoranza non ha interesse a bloccare la maggioranza. Infatti, se un gruppo riuscisse a bloccare un altro in una certa materia, quest'ultimo per rappresaglia potrebbe bloccare il primo in qualche altra materia di suo interesse. Si cercheranno, quindi, soluzioni condivise.                     |
| Proporzionalità         | La rappresentanza, non solo politica, si basa sulla popolazione. Se un "pilastro" rappresenta il 30% della società civile, i suoi rappresentanti devono occupare non solo il 30% dei seggi parlamentari, ma anche un'identica porzione delle forze di polizia, del pubblico impiego e di tutti gli altri segmenti in cui è divisa la nazione e la società.                                                                 |
| Autonomia tra i settori | Crea un senso di individualità e permette l'adozione di norme diverse in base alle differenti culture delle singole comunità. Ad esempio, in Libano e Israele il matrimonio è regolato esclusivamente dalle norme della religione a cui aderiscono i nubendi (Islam, Ebraismo, varie confessioni cristiane ecc.) e non esistono norme regolatrici dei matrimoni interreligiosi, che quindi, di fatto, non sono consentiti. |

### Condizioni favorevoli
Lijphart identifica anche una serie di 'condizioni favorevoli' sotto le quali il consociativismo può avere successo:
- Equilibrio di potere su più assi - la presenza di 3 o più gruppi diversi, ciascuno dei quali costituisce una minoranza, mantiene l'equilibrio del potere.
- Sistema pluripartitico - Un partito non può imporre la sua volontà a scapito degli altri. Quindi, diventa necessario costruire delle coalizioni.
- Piccole dimensioni - I membri dell'élite hanno più probabilità di avere familiarità reciproca nel contesto di una società di piccole dimensioni.
- Lealtà dominante - I vari gruppi condividono un sentimento di appartenenza allo stesso ambiente politico.
- Isolamento settoriale - Contatti stretti tra i settori della società comporterebbero una maggiore propensione al conflitto sociale.
- Élite tradizionalmente accomodanti - Per creare un ambiente favorevole
- Rapporto tra élite e seguaci - Le élite hanno l'appoggio delle rispettive basi, su cui mantengono uno stretto controllo.

## Casistica
Nel periodo tra il 1857 e il 1967, i Paesi Bassi, paese consociativo, furono divisi in quattro pilastri non territoriali: i calvinisti, i cattolici, i socialisti e i liberali (anche se, fino al 1917 era in vigore un sistema elettorale di tipo maggioritario).
Anche la Svizzera è nota per il suo regime consociativo, stante la forma di governo direttoriale che agevola questo tipo di intese. Un esempio di governo in cui sia stato applicato il consociativismo - nella sua variante del confessionalismo - è offerto dal Libano, mentre il consociativismo colombiano del periodo del Frente Nacional fu frutto di un'intesa, volta alla stabilizzazione del Paese successiva ad una guerra civile.
Il caso dell'Italia è discusso: secondo alcuni, l'addebito di consociativismo fatto al PCI durante la cosiddetta prima Repubblica è ingiusto; secondo altri, invece, non solo è esistito ma ha orientato parte della spesa pubblica di quel periodo.

### Svizzera
La democrazia consociativa in Svizzera (Konkordanzdemokratie in tedesco, o "democrazia di concordanza") non è un principio sancito a livello costituzionale, a differenza ad esempio del rispetto delle minoranze linguistiche, ma è piuttosto una pratica democratica emersa lentamente nel corso dei decenni come conseguenza di un pronunciato rispetto delle minoranze sul territorio svizzero e della costante minaccia di referendum legislativi.
Il governo svizzero o consiglio federale (Bundesrat in tedesco) è costituito da sette membri. Quando nel 1943 venne eletto il primo governo socialdemocratico sotto Ernst Nobs, tutti i principali partiti vi erano rappresentati. Il governo successivo, guidato dal socialdemocratico Max Weber, dovette dimettersi nel 1953 in seguito ad una sconfitta nel referendum popolare sulla riforma finanziaria e il partito socialdemocratico tornò di nuovo all'opposizione. Nel 1959, dopo le dimissioni di quattro membri del consiglio federale, si giunse alla cosiddetta "formula magica" (Zauberformel in tedesco), secondo la quale tutti i partiti più importanti ottennero di essere rappresentati all'interno del governo da uno o più dei sette membri del consiglio federale: l'FDP, il CVP e l'SP ottennero due membri ciascuno, mentre il BGB, predecessore dell'attuale SVP, ne ottenne uno. Questa composizione partitica rimase inalterata fino al 2003. I quattro partiti così rappresentati nel consiglio federale nelle elezioni del 19 Ottobre 2003 potevano vantare una rappresentazione elettorale dell'81.6% del voto popolare, occupavano cumulativamente 217 dei 246 seggi nel parlamento svizzero, più precisamente 171 dei 200 seggi nel consiglio nazionale e la totalità dei seggi nel consiglio degli stati.
Quando la rappresentazione politica nell'organo esecutivo è proporzionale alla rappresentazione parlamentare, tutti i partiti maggiori (e quindi la maggioranza degli elettori) sono rappresentati proporzionalmente nel governo e possono quindi confrontarsi alla pari sulle tematiche politiche di comune interesse e cercare delle soluzioni condivise. Tutti i partiti maggiori possono sostenere le proprie iniziative e il proprio operato politico a lungo termine senza particolari sconvolgimenti da una tornata elettorale all'altra. I membri del parlamento non sono più costretti a conformarsi alle dinamiche di maggioranza-opposizione, tipiche delle democrazie maggioritarie, o a cercare continuamente di formare nuove coalizioni al termine di ogni elezione. Piuttosto nel parlamento vengono a costituirsi via via differenti maggioranze e minoranze, a seconda delle particolari tematiche discusse. Il margine di negoziazione politica e la prontezza al compromesso tra le varie frazioni partitiche e persino tra i singoli parlamentari sono pertanto molto più ampie che in una democrazia maggioritaria, in cui invece il governo deve essere sostenuto da una costante maggioranza parlamentare, pena il decadimento dell'esecutivo stesso. Ogni frazione politica è sia al governo che all'opposizione, a seconda del particolare tema discusso. La posizione del parlamento nei confronti del governo è più forte che in una democrazia maggioritaria, dal momento che il governo non può fare affidamento ad una coalizione di maggioranza data, ma piuttosto deve cercare di costruire continuamente nuove maggioranze politiche per ogni tema dell'agenda di governo e occasionalmente accettare di aver fallito nell'impresa, senza per questo dover decadere, con conseguente interruzione della legislatura. 
La democrazia consociativa svizzera mira agli ideali di stabilità e di continuo rinnovamento. In Svizzera non è possibile far fallire il governo tramite un voto di sfiducia. Dal momento che il consiglio federale (così come tutti i governi cantonali e comunali) è un organo di governo collegiale, tutti e sette i ministri sono rappresentanti della politica di governo, che è quindi il risultato delle maggioranze vincolanti che costituiscono al proprio interno. Pertanto è talvolta possibile che un partito, pur essendo rappresentato al governo da uno o più membri del consiglio federale, si opponga ad un'iniziativa del governo stesso. Tuttavia quando questo accade, come anche nel caso di voti popolari o parlamentari contrari all'opinione espressa dal governo, non c'è alcun obbligo di dimissione per il governo. Le forze politiche sconfitte debbono sottostare alla maggioranza popolare o parlamentare e lasciare che l'operato dell'esecutivo sia determinato dal risultato elettorale. Il consociativismo richiede a tutti i partecipanti politici una forte propensione al compromesso, poiché altrimenti l'abilità del governo di operare e prendere decisioni potrebbe essere fortemente compromessa. 

#### Possibili problemi e soluzioni
Anche in una democrazia consociativa un'eccessiva polarizzazione politica può causare problemi. D'altro canto si corre anche il rischio che un'efficiente opposizione minoritaria, agendo al di fuori del consenso politico, possa insabbiare il sistema politico della Svizzera tramite un'ondata continua di referendum ed iniziative popolari. Fu proprio questo a portare nel 1891 all'inclusione nel governo del CVP (Christlichdemokratische Volkspartei, il partito democristiano svizzero) e nel 1959 dei socialdemocratici e fu uno dei fattori che portarono all'elezione di Christoph Blocher nel 2003.
Tuttavia è tradizione del consociativismo che ci si opponga a candidati che non godono di un vasto consenso politico, ad esempio quando la maggioranza parlamentare sceglie di eleggere al governo rappresentanti di un partito che sono più moderati di quelli nominati dal partito stesso. 
Questo accadde spesso con candidati dell'SP (Sozialdemokratische Partei der Schweiz, il partito socialista svizzero): così nel 1959 non fu eletto il presidente del partito, Walther Bringolf, nominato dall'SP stesso, per via del suo passato comunista, mentre al suo posto Hans-Peter Tschudi entrò a far parte del consiglio federale. Nel 1973 Willi Ritschard fu scelto al posto dell'allora presidente del partito, Arthur Schmid. Quando nel 1983 l'SP propose di nominare Lilian Uchtenhagen come prima donna membro del consiglio federale, il parlamento scelse Otto Stich, il quale tra l'altro come ministro delle finanze si dimostrò così abile nell'attuare le politiche socialdemocratiche, che la maggioranza liberale si pentì spesso di averlo votato. 
Nel 1993 si giunse allo scandalo quando Christiane Brunner fu nominata dall'SP e al suo posto venne eletto Francis Matthey. In seguito all'elezione vi furono proteste su scala nazionale, specialmente organizzate da donne, cosicché Matthey rifiutò l'incarico. Al suo posto fu eletto Ruth Dreifuss.
Nel dicembre 2003 l'SVP (Schweizerische Volkspartei, il partito popolare svizzero), che nel frattempo aveva raggiunto la maggioranza relativa nel consiglio nazionale, ma non nel consiglio degli stati, richiese di ottenere un secondo seggio nel consiglio federale. Ruth Metzler (CVP) non venne rieletto, a favore di Christoph Blocher, di modo che il governo venne ad essere composto da due membri ciascuno per SVP, FDP ed SP, e da un solo membro per il CVP. Ciò fu giustificato in termini di un passaggio da un consenso basato sull'equilibrio degli orientamenti politici ad un consenso su base puramente numerica. 
In seguito alle elezioni del 2007 fu eletta Eveline Widmer-Schlumpf in qualità di candidata di compromesso al posto dell'allora membro del consiglio federale Blocher, come risultato di una strategia adottata da Andrea Hämmerle, membro del consiglio nazionale per l'SP. Eveline Widmer-Schlumpf si insediò contro l'espressa volontà della leadership del proprio partito, l'SVP. L'SVP successivamente espulse dal partito entrambi i propri rappresentanti al governo, Samuel Schmid e Widmer-Schlumpf e dichiarò di "andare all'opposizione", fintanto che i due candidati nominati dal partito stesso non fossero eletti nel consiglio federale. Mentre molti commentatori all'estero e l'SVP stesso giudicavano l'accaduto come prova del collasso della democrazia consociativa, i membri del parlamento svizzero di tutti gli altri partiti erano piuttosto dell'opinione che nella nuova congiuntura venutasi a creare la democrazia consociazionista fosse stata piuttosto rivendicata e persino rafforzata. 
Anche all'interno dell'SVP stesso il passaggio all'opposizione voluto dalle ali più radicali zurighesi e della Svizzera orientale non rimase incontestato: le divisioni cantonali dell'SVP più moderate, come quelle di Berna e del Cantone dei Grigioni, mantennero i "propri" membri del governo locale e i membri dei governi cantonali dell'SVP rimasero molto scettici nei confronti di qualsiasi politica di opposizione radicale. Di seguito le sezioni locali richiesero la riammissione nell'SVP dei due membri espulsi dal consiglio federale, altre invece minacciarono la secessione dal partito. L'1 Giugno 2008 il consiglio centrale dell'SVP espulse l'SVP del Cantone dei Grigioni, inclusa Eveline Widmer-Schlumpf, membra del consiglio federale. Quest'ultima ed altri politici moderati dell'SVP diedero quindi vita al BDP.
In seguito alle elezioni del 2008 fu eletto Ueli Maurer, presidente di lunga data dell'SVP, in sostituzione del dimissionario Samuel Schmid, cosicché l'SVP tornò al governo ed uscì dall'opposizione.
Nelle elezioni del 2011, durante le quali tra le altre cose fu centrale la questione della rielezione di Eveline Widmer-Schlumpf, il concetto di concordanza politica divenne oggetto di varie interpretazioni. Poiché nelle elezioni del Consiglio nazionale dell'autunno 2011, oltre al BDP anche i Verdi Liberali (GLP), un altro Partito di centro, erano entrati in Consiglio nazionale, i rappresentanti del CVP, del BDP e del GLP rivendicarono questo seggio del BDP come loro seggio congiunto e chiesero che l'FDP, che aveva perso una notevole quantità di voti alle elezioni, cedesse il proprio secondo seggio del consiglio federale all'SVP, cosa che fu respinta dall'SVP e dall'FDP.

## Vantaggi del consociativismo
In uno stato consociativo, tutti i gruppi, incluse le minoranze, godono di una rappresentanza sullo scenario politico ed economico. I fautori del consociativismo sostengono che, nelle società affette da profonde divisioni, esso garantisce un'opzione più realistica, rispetto all'integrazione razziale nell'affrontare la risoluzione dei conflitti..
Gli viene riconosciuta la capacità di aver garantito il successo per una transizione non violenta alla democrazia in paesi come il Sudafrica.
Per converso, in realtà come quella italiana il consociativismo è stato definito parte del problema della democrazia bloccata e necessaria condizione per la sua soluzione.